# منزل إحسان
منزل إحسان (بالبنغالية: আহসান মঞ্জিল، رومنة: Ahsan Monzil) هو القصر الرسمي، ومقر الحكم لنواب دكا. يقع المبنى في كومارتولي على ضفاف نهر بوريجانجا في دكا في بنجلاديش. بدأ بنائه في عام 1859 واكتمل عام 1872، على طريقة العمارة الهندية-الساراكينوسية، وأصبح الآن متحفًا وطنيًا.
كان منزل إحسان مقر لاجتماعات رابطة مسلمي عموم الهند خلال نشأتها، حيث يقيم خواجة سليم الله رابع نواب دكا اجتماعات الرابطة به.